# Царёв, Андрей Александрович
Андрей Александрович Царёв (род. 8 января 1977) — российский хоккеист и тренер. Мастер спорта России, мастер спорта Республики Казахстан.
Воспитанник казанского хоккея. Бронзовый призёр чемпионата России 2002/03 в составе тольяттинской «Лады». Играл за «Ак Барс» Казань, «Нефтяник» Альметьевск, «Лада» Тольятти, «Нефтехимик» Нижнекамск, «Торпедо» Нижний Новгород, «Казахмыс» Сатпаев, «Барыс» Астана, «Ижсталь» Ижевск, «Ариада-Акпарс» Волжск.

## Биография
В хоккей начал играть с 6 лет, первый тренер Михаил Васильевич Литвинов. В 1994 году был приглашён в казанскую команду «Итиль». Клуб возглавил Юрий Моисеев, который отдавал предпочтение опытным хоккеистам, и Царёв был отправлен в аренду в альметьевский «Нефтяник». По окончании чемпионата вернулся в «Ак Барс», но снова был отдан в аренду в Альметьевск. После нового года оказался в Суперлиге, в нижнекамском «Нефтехимике», где отыграл с перерывом почти шесть лет. В победном сезоне «Ак Барса» он сыграл всего 2 игры.
В 2002 году по приглашению Петра Воробьёва перешёл в «Ладу» Тольятти, где стал бронзовым призёром чемпионата страны.
В последующих двух сезонах вновь выступал за «Нефтехимик», но из-за травм ушёл из команды. Играл за «Торпедо» НН, «Нефтяник» Альметьевск, «Казахмыс», «Барыс», «Ижсталь», «Ариада-Акпарс».
В 2012 году закончил игровую карьеру. В 2013 году выиграл Всемирные игры полицейских и пожарных в Белфасте. В 2014 году тренировал команду 2002 года рождения в школе «Ак Барса». В том же году, в межсезонье вошёл в тренерский штаб Игоря Жилинского в «Ариаде». А после его скорой отставки осенью — стал исполняющим обязанности, а вскоре и главным тренером команды. C 4 октября 2016 года стал главным тренером «Кристалла».
В 2008 году окончил Камский государственный институт физической культуры.

### Статистика (главный тренер)
Последнее обновление: 07 апреля 2016 года
Данные до 2014 не приведены
| Команда     | Турнир-сезон | Регулярный сезон | Регулярный сезон | Регулярный сезон | Регулярный сезон | Регулярный сезон | Регулярный сезон | Регулярный сезон | Регулярный сезон | Регулярный сезон | Плей-офф             | Плей-офф             | Плей-офф             |
| Команда     | Турнир-сезон | И                | В                | ВО/ВБ            | Н                | ПО/ПБ            | П                | О                | О%               | Результат        | В                    | П                    | Результат            |
| ----------- | ------------ | ---------------- | ---------------- | ---------------- | ---------------- | ---------------- | ---------------- | ---------------- | ---------------- | ---------------- | -------------------- | -------------------- | -------------------- |
| Ариада      | ВХЛ 2014-15  | 34               | 12               | 5                | -                | 6                | 11               | 52               | 51,0%            | 20-е в Лиге      | не попали в плей-офф | не попали в плей-офф | не попали в плей-офф |
| Ариада      | ВХЛ 2015-16  | 28               | 7                | 2                | -                | 6                | 13               | 31               | 36,9%            | смена должности  |                      |                      |                      |
| Всего в ВХЛ | Всего в ВХЛ  | 62               | 19               | 7                |                  | 12               | 24               | 83               | 44,6%            |                  |                      |                      |                      |